# Tamczy
Tamczy (kirg. Тамчы, ros. Тамчы) – wieś w północnym Kirgistanie, w obwodzie issykkulskim, w rejonie Ysykköl. Położona na północnym brzegu jeziora Issyk-kul, między Bałykczy a Czołponatą na trasie A263. Na zachód od Tamczy znajduje się wieś Koszkol. 5 kilometrów na wschód od wsi znajduje się Port lotniczy Tamczy.